# تافنڭولت
تافنڭولت هي جماعة قروية في إقليم تارودانت بجهة سوس ماسة في المغرب. وهي تضم 6635 نسمة، حسب الإحصاء العام للسكان والسكنى لسنة 2014.
يقع مركز الجماعة على الطريق الوطنية رقم 7، ويبعد عن مدينة أولاد برحيل بـ 15 كلم، وعن مدينة تارودانت بـ 60 كلم.

## التعليم
قائمة المؤسسات التعليمية في جماعة تافنڭولت:
- مدرسة الإمام الغزالي
- مجموعة مدارس الجداول (المركزية: تاركة الحنة / الوحدات: أيت معلا - أشبارو - فرناط - أكادير أومزيل)
- مجموعة مدارس تجكالت (المركزية: تجكالت / الوحدات: أيت واعبدي - أمسكرار - تين كليان - اركنت - إداغاسن)
- ثانوية الفضيلة، في مركز جماعة تافنڭولت، وتتوفر على دار للطالب لإيواء التلاميذ

## دواوير الجماعة
- دوار تافنڭولت (مركز الجماعة)
- دوار تاكنتاف
- دوار ايت يوسف
- دوار أيت معلا
- دوار تاركة الحنة
- دوار إيفسفاس
- دوار أشبارو
- دوار العين أكرام
- دوار أكادير أومزيل
- دوار فرناط
- دوار تجكالت
- دوار مسونة
- دوار أيت واعبدي
- دوار أمسكرار
- دوار تين كليان
- دوار إداغاسن

## الاقتصاد
تشتهر الجماعة القروية لتافنڭولت بتنظيم المهرجان الإقليمي للأرڭان، والذي يُساهم في إشهار المنطقة ومساعدة تعاونيات الأرڭان المحلية على تسويق منتجاتهم، كما يتم تنظيم عدة أنشطة أخرى بالموازة مع فترة تنظيم المهرجان كالسهرات الموسيقية والندوات العلمية والأنشطة الثقافية والرياضية لفائدة الشباب والأطفال، وتوقيع إتفاقيات الشراكة لجلب إستثمارات ومشاريع تنموية للمنطقة. ولزيادة إنتاج وتسويق الأرڭان تم إحداث دار الأرڭان في مركز جماعة تافنڭولت.

## الإدارات
يقع مقر قيادة تافنكولت في مركز الجماعة، ويضم مركز جماعة تافنڭولت كذلك مركزاً للقاضي المقيم، يبث هذا المركز في جميع أنواع القضايا التي يرجع الاختصاص فيها للمحكمة الابتدائية، لأن الهدف من إحداثه هو تقريب القضاء من المواطنين، وتسريع إجراءات البث في القضايا المعروضة عليه، تحقيقا لعدالة سريعة وفعالة لصالح المتقاضين والقانون.
يتوفر مركز جماعة تافنڭولت على أيضاً مركز للدرك الملكي، والذي تم إفتتاحه في سنة 2016، بهدف تقريب الإدارة من المواطنين، ويغطي مجال تدخلاته مختلف الجماعات القروية التابعة لقيادة تافنڭولت، وهي: تافنڭولت، تيزي نتاست، تالڭجونت، تڭوڭة، أوناين، وسيدي واعزيز.

## النقل والطرق
يمكن الوصول لمركز جماعة تافنكولت عبر طريقين معبدين، الطريق الوطنية رقم 7 إنطلاقاً من أولاد برحيل وهي طريق معبدة، أما الطريق الثاني فهو إنطلاقاً من مركز جماعة سيدي واعزيز، وهو أيضاًَ طريق معبد.
بالنسبة للطرق المؤدية للدواوير التابعة لجماعة تافنكولت:
- الطريق من مركز جماعة تافنكولت إلى دواوير تجكالت، مسونة، أيت واعبدي، فهي طريق معبدة وتنتهي في دوار أيت واعبدي، أما الطريق المؤدية إلى دواوير أمسكرار، تنكليان، وإداغاسن فهي غير معبدة.
- الطريق من مركز جماعة تافنكولت إلى دواوير تاكنتافت و أيت معلا طريق معبدة
- الطريق من أيت معلا إلى دواوير تاركة الحنة وإيفسفاس وأشبارو وفرناط غير معبدة

## الصحة
- المركز الصحي لتافنكولت في مركز الجماعة

- المستشفى العسكري الطبي الجراحي الميداني بمركز جماعة تافنكولت (مؤقت) لتقديم المساعدة للمتضررين من الزلزال.